# Беда, Славко
Сла́вко Бе́да (хорв. Slavko Beda; 17 ноября 1919, Савина, Словения, КСХС — 8 июля 1975, Загреб, СФРЮ) — хорватский и югославский, футболист, нападающий. Выступал за национальную сборную Хорватии.

## Биография

### Клубная карьера
С 1939 года по 1945 год выступал за загребскую команду «Конкордию». В 1942 в составе «Конкордии» стал чемпионом Хорватии. В финале клуб обыграл «Граджянски» по сумме двух матчей (7:5). Тренировал клуб тогда Богдан Цувай.
Затем выступал за другой загребский клуб, «Динамо». В сезоне 1946/47 «Динамо» стало серебряным призёром Первой лиги Югославии, уступив на 5 очков белградскому «Партизану». Беда сыграл в 13 из 26 играх и забил 2 мяча.

### Карьера в сборной
7 сентября 1941 года сыграл свой единственный матч в составе национальной сборной Хорватии, в Братиславе на стадионе «Тегельне поле», в товарищеской встречи против Словакии (1:1), Беда на 82 минуте открыл счёт в игре, забив в ворота Теодора Рейманна.

## Достижения
- Чемпион Хорватии (1): 1942
- Серебряный призёр Первой лиги Югославии (1): 1946/47